# Furio Viano
Furio Viano (...) è un editore e fumettista italiano attivo durante gli anni sessanta e settanta nel campo dei fumetti neri.

## Biografia
Iniziò la sua attività di editore negli anni sessanta pubblicando prima fotoromanzi e una collana di romanzi gialli e poi tascabili a fumetti per adulti di sua ideazione come Genius, che fu anche l'esordio del disegnatore Milo Manara, e Vartàn; per entrambe le serie scrisse inizialmente anche le sceneggiature che vennero poi da lui affidate a Mario Gomboli e a Paolo Ghelardini; la prima serie ebbe una vita effimera ma la seconda, disegnata da Sandro Angiolini, venne pubblicata per 200 numeri. Altra serie di successo pubblicata dalla sua casa editrice fu Jolanka.